# RN10 (Mali)
Die RN10 ist eine Fernstraße in Mali, die in Bla an der Ausfahrt der RN5 beginnt und in Koury, wo sie in eine nicht nummerierte Straße übergeht, endet. In Koutiala kreuzt sie mit der RN12. Sie ist 162 Kilometer lang.